# 1958-as közép-európai kupa
Az 1958-as közép-európai kupa a Közép-európai kupa történetének tizenkilencedik kiírása volt. A sorozatban Csehszlovákia, Jugoszlávia és Magyarország 4-4, valamint Bulgária és Románia 2-2 csapattal képviseltette magát. A csapatok kupa rendszerben 2 mérkőzésen döntötték el a továbbjutást. Ha az összesítésben ugyanannyi gólt szereztek a csapatok a párharcokban, akkor sorsoláson dőlt el a továbbjutó kiléte.
A kupát a Crvena zvezda nyerte el, története során első alkalommal.

## Nyolcaddöntő
| 1. csapat         | Össz. | 2. csapat        | 1. mérk. | 2. mérk. |
| ----------------- | ----- | ---------------- | -------- | -------- |
| Crvena zvezda     | 2-0   | Dukla Pardubice  | 2–0      | 0–0      |
| Rudá Hvězda Brno  | 4-2   | Salgótarján      | 3–0      | 1–2      |
| Radnički Beograd  | 5–4   | Ferencváros      | 3–3      | 2–1      |
| Tatran Prešov     | 6-5   | Partizan         | 2–4      | 4–1      |
| Lokomotiv Szofija | 4–2   | Tatabánya        | 4–1      | 0–1      |
| Vojvodina         | 5–1   | Levszki Szofija  | 0-1      | 5–0      |
| Timișoara         | 6-5   | Slavia Praha     | 3–5      | 3–0      |
| MTK               | 9–4   | Steaua București | 3–2      | 6–2      |

## Negyeddöntő
| 1. csapat        | Össz. | 2. csapat         | 1. mérk. | 2. mérk. |
| ---------------- | ----- | ----------------- | -------- | -------- |
| Crvena zvezda    | 5-4   | Lokomotiv Szofija | 4–4      | 1–0      |
| Rudá Hvězda Brno | 0-01  | Vojvodina         | 0–0      | 0–0      |
| Radnički Beograd | 7–3   | Timișoara         | 4–2      | 3–1      |
| Tatran Prešov    | 4-42  | MTK               | 1–0      | 3–4      |

- 1 Mivel az összesített eredmény 0–0 lett, sorsolás következett, melyet a Rudá Hvězda Brno nyert meg.
- 2 Mivel az összesített eredmény 4–4 lett, sorsolás következett, melyet a Tatran Prešov nyert meg.

## Elődöntő
| 1. csapat        | Össz. | 2. csapat        | 1. mérk. | 2. mérk. |
| ---------------- | ----- | ---------------- | -------- | -------- |
| Crvena zvezda    | 2-1   | Radnički Beograd | 0–0      | 2–1      |
| Rudá Hvězda Brno | 3-0   | Tatran Prešov    | 3–0      | 0–0      |

## Döntő
| 1. csapat     | Össz. | 2. csapat        | 1. mérk. | 2. mérk. |
| ------------- | ----- | ---------------- | -------- | -------- |
| Crvena zvezda | 7-3   | Rudá Hvězda Brno | 4–1      | 3–2      |